# Wilhelm Paulmann

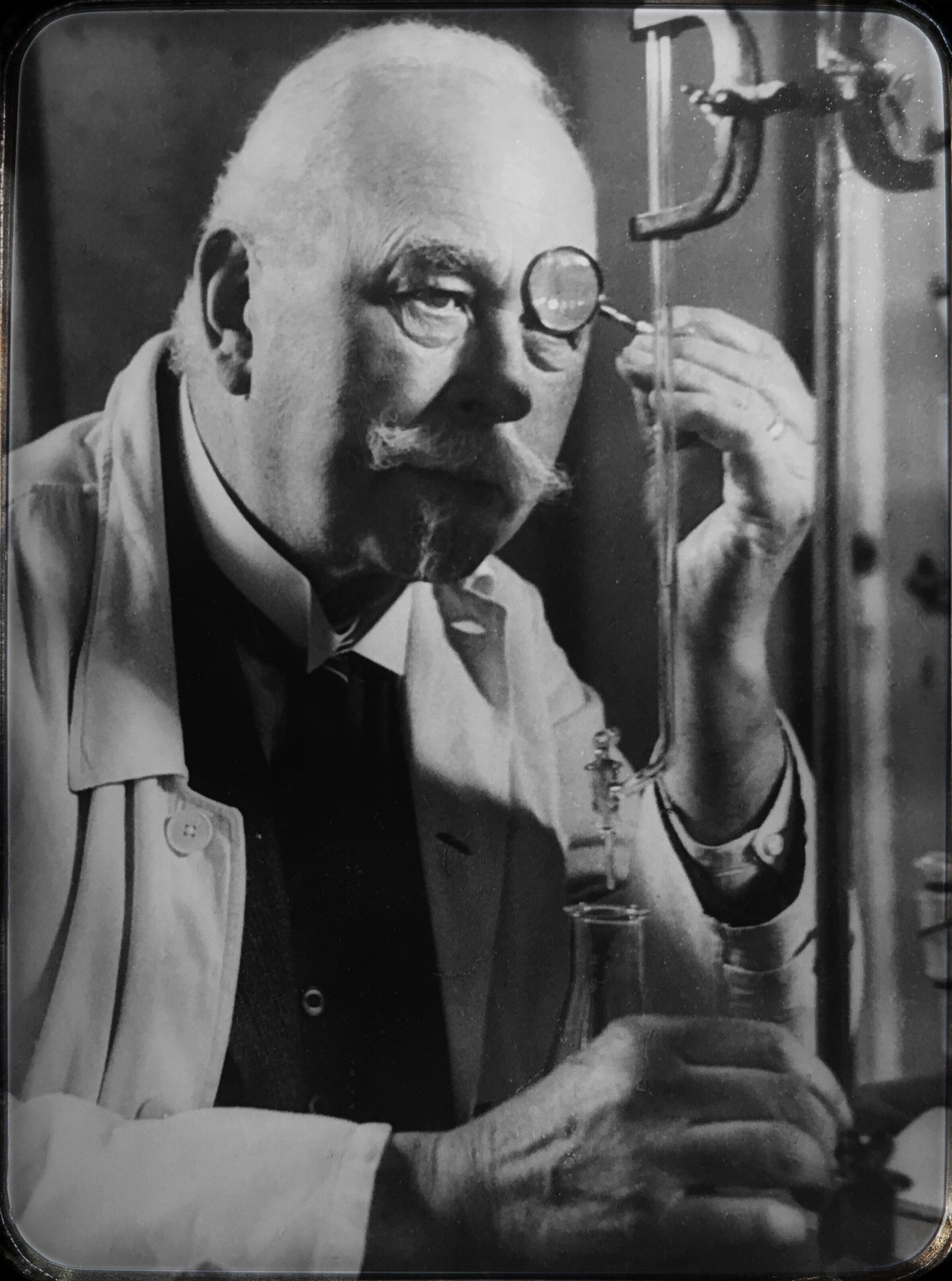
Wilhelm Paulmann

Heinrich Ludwig Wilhelm Paulmann (* 9. August 1865 in Celle; † 30. April 1948 in Gifhorn) war ein deutscher Apotheker und Lebensmittelchemiker sowie Stadtrat in Kassel und 1933/1934 ein Funktionär der Deutschen Christen in Kurhessen und Waldeck.

## Leben
Wilhelm Paulmann studierte an der Universität Marburg, wo er 1894 mit der Dissertation Beiträge zur Kenntnis des Sarkosins die Doktorwürde erlangte. Von 1910 bis zu seinem Ruhestand 1931 arbeitete er als beamteter Lebensmittelchemiker in Kassel. Paulmann war Freimaurer und Mitglied im Verein für Naturkunde zu Cassel.
Zwischen Oktober und Dezember 1923 formierte sich in Kassel eine Kerngruppe der NSDAP. Dieser gehörten unter anderem  Wilhelm Paulmann, Karl Schaumlöffel, Max Köhler, Fritz Lengemann, Rudolf Likus, Heinrich Messerschmidt und Heinrich Moog, die späteren Gauleiter Walter Schultz und Karl Weinrich sowie der spätere Präsident des Volksgerichtshofs Roland Freisler an. 1924 wurde Paulmann auf einer Liste des Völkisch-sozialen Blocks Stadtverordneter in Kassel, zum 1. Oktober 1929 trat er der neugegründeten NSDAP bei (Mitgliedsnummer 156.106) und amtierte bis 1933 als ehrenamtlicher Stadtrat.
1933 war er Gauobmann der Deutschen Christen sowie Mitglied der Nationalsynode der Deutschen Evangelischen Kirche (DEK) in Wittenberg, auf der Ludwig Müller zum Reichsbischof gewählt wurde. Am 26. Juni 1933 wurde Paulmann vom Staatskommissar für Kirchenstreitigkeiten August Jäger zum „Bevollmächtigten für die Evangelischen Landeskirchen in Hessen-Kassel und von Waldeck und Pyrmont“ ernannt. Als Mitglied der Einstweiligen Kirchenleitung in Hessen-Kassel änderte er ohne Beschlüsse des Landeskirchentags oder der rechtmäßigen Kirchenleitung die kirchlichen Verfassungsbestimmungen über die Bildung der Kirchenvorstände. 1934 wurde er zum Rücktritt als Gauobmann und Mitglied der Einstweiligen Kirchenleitung gedrängt, weil er nicht scharf genug die Parteiinteressen durchsetzte.

## Familie
Paulmanns Großvater war der Kupferschmiedeamtsmeister Friedrich Ludwig Paulmann. Der Bruder seiner Frau Helene Paulmann geb. Schoof war der Germanist und Grimmforscher Wilhelm Schoof. Der Rechtsanwalt und spätere SS-Richter Karl Werner Paulmann war sein jüngerer Sohn.